# Centro para el Estudio del Riesgo Existencial
El Centro para el Estudio del Riesgo Existencial (CSER) es un centro de investigación de la Universidad de Cambridge creado para el estudio de posibles amenazas catastróficas causadas por la tecnología presente o futura. Los fundadores del centro fueron Huw Price (profesor de filosofía en la Universidad de Cambridge),  Sir Martin Rees (astrónomo y antiguo presidente de la Royal Society) y Jaan Tallinn (programador informático y cofundador de Skype). Entre los asesores del CSER se encuentran el filósofo Peter Singer, el informático Stuart J. Russell, el estadístico David Spiegelhalter y los cosmologistas Stephen Hawking y Max Tegmark. Su objetivo es "dirigir una pequeña fracción de los grandes recursos intelectuales de Cambridge, y de la reputación construida sobre su pasada y presente preeminencia, a la tarea de garantizar que nuestra propia especie tenga un futuro a largo plazo."

## Áreas de enfoque
La fundación del centro fue anunciada en noviembre de 2012. Su nombre proviene concepto de riesgo existencial, o riesgo "donde un resultado adverso podría aniquilar la vida inteligente originada en la Tierra o reducir permanente y drásticamente su potencial". Este concepto fue declarado por el filósofo de la Universidad de Oxford, Nick Bostrom. Esto incluye tecnologías que podrían agotar permanentemente los recursos de la humanidad, o bloquear futuros avances científicos, además de aquellas que ponen a la propia especie en peligro.
Entre los riesgos a estudiar por el centro están aquellos que puedan aparecer con el desarrollo de la inteligencia artificial, riesgos que en algunos artículos de prensa son comparados con el levantamiento de robots de la película The Terminator. Sobre este caso, el profesor Price manifestó que "parece una predicción razonable que, en algún momento de este siglo o del siguiente, la inteligencia escapará de las restricciones de la biología". Price añadió que, de ocurrir, "ya no seremos los seres más inteligentes" y nos arriesgaremos a estar a merced de "máquinas que no son maliciosas, pero cuyos intereses no nos incluyen a nosotros". Price ha mencionado también que la Biología sintética es peligrosa porque "como resultado de nuevas innovaciones, los pasos necesarios para producir un virus armado u otro agente bioterrorista han sido dramáticamente simplificados", y que en consecuencia "el número de individuos necesarios para eliminarnos a todos está disminuyendo abruptamente".
Otras tecnologías que el CSER busca evaluar son, entre otras, la nanotecnología molecular y los peores escenarios del cambio climático.